# Delhi Municipal Corporation (U)
Delhi Municipal Corporation (U) là một thành phố và là nơi đặt hội đồng thành phố (municipal corporation) của quận In all 9 districts thuộc bang Delhi, Ấn Độ.

## Nhân khẩu
Theo điều tra dân số năm 2001 của Ấn Độ, Delhi Municipal Corporation (U) có dân số 9.817.439 người. Phái nam chiếm 55% tổng số dân và phái nữ chiếm 45%. Delhi Municipal Corporation (U) có tỷ lệ 72% biết đọc biết viết, cao hơn tỷ lệ trung bình toàn quốc là 59,5%: tỷ lệ cho phái nam là 77%, và tỷ lệ cho phái nữ là 67%. Tại Delhi Municipal Corporation (U), 13% dân số nhỏ hơn 6 tuổi.